# Чемпионат мира по современному пятиборью 1965
XIII Чемпионат Мира по современному пятиборью среди мужчин, проходил в Лейпциге, (Германская демократическая республика) c 19-23 сентября 1965 года.
Этот чемпионат открывал новый олимпийский цикл, который определит тенденции развития пятиборья в седьмом десятилетии XX века. В чемпионате приняло участие 45 пятиборцев из 17 стран. На этот раз спортсмены Германии представлены отдельными командами — ФРГ и ГДР. Еще в чемпионате приняли участие не сумевшие приехать на Олимпиаду в Японию  команды Чехословакии, Польши, Румынии, Швейцарии, Голландии, но отсутствовали представители США, Мексики, Италии, Чили, Бразилии и др. Некоторые делегации прибыли неполным составом. По одному пятиборцу представили Великобритания и Финляндия. Большинство европейских команд, не участвовавших в Токийской олимпиаде, имели возможность компенсировать издержки от пропущенных поединков с сильнейшими пятиборцами мира. Впервые примет участие в чемпионатах мира команда Болгарии. Венгерскую команду представляла легендарная тройка — А. Бальцо, И. Мона, Ф.Тёрёк.
Одновременно  стартовал чемпионат мира среди юниоров. 22 спортсмена, представляющие 9 стран.

## Команда СССР
Мужчины: Команда была представлена олимпийскими чемпионами Токио Игорем Новиковым, Альбертом Мокеевым, дебютантом Павлом Ледневым и запасным Стасисом Шапарнисом. Главный тренер команды Олег Чувилин.
Юниоры: Владимир Кряжев  Ростов-на-Дону, Андрис Калнынь  Рига, Эдуард Бароян  Ереван им всем по 21 году. Запасной в команде 20-летний Владимир Парамонов  Москва.

## Конный кросс
Степень трудности трассы незамедлительно сказалась на результатах. 10 всадников из 43 получили по нулю, в том числе и опытный пятиборец швед Янссон. Только трём удалось пройти дистанцию безошибочно и быстрее нормы времени.
Сравнительно успешно завершила первый день сборная Венгрии. Чемпион Олимпийских игр Ф.Тёрёк, допустив всего две ошибки, набрал 1040 очков. И. Мона «привёз» 985, А. Бальцо—980 очков. Как и раньше, в Лейпциге золотые медали венгерской команде принесло успешное выступление в конкуре.
Советские спортсмены в этот день были не столь удачливы. Выступление в первом гите Павла Леднева тринадцатым словно подтверждало справедливость разговоров, что это число приносит неприятности. В то время уже использовали дорогие английские поводья для лошадей. У нас такой был только у Новикова, который сам уже был готовился выступать. В конце концов, Ледневу пришлось воспользоваться другими поводьями, которые ему дал один немец. Однако, мокрый от дождя повод натер шею лошади, она сорвалась и понесла. Сбил второе препятствие. Затем после закидки — третье. Он явно не мог справиться с неплохой, но трудной в управлении лошадью. Он прошёл только половину дистанции, когда сигнал колокола известил спортсмена, что время его истекло. Естественно, что за конкур он получил «баранку» — ноль очков. А ведь даже имел реальные шансы на медаль.
А. Мокеев на лошади, с которой в первом гите не справился Янссон, получил 975 очков, И.Новиков—930, но это уже не могло исправить положение. Команда оказалась на 5-м месте после Польши, ГДР и Болгарии.

## Фехтование
Фехтование с 31 победой (1026 очков) выиграли И.Новиков (СССР), Ф.Тёрёк (Венгрия) и Р.Трост (Австрия). Четвёртым был венгр И. Мона, одержавший 30 побед (1000 очков), пятым — его соотечественник А. Бальцо с 29 победами (974 очка) и дебютант швейцарской сборной Вернер Херрен.
У советских пятиборцев П. Леднева и А. Мокеева результаты скромнее — по 26 побед (896 очков), тем не менее они позволили серьёзно исправить потери предыдущего дня.

## Стрельба
Третий день чемпионата был отведен на соревнования в тире.
Из советских пятиборцев первым стрелял молодой 22-х летний Павел Леднев, он уверено отработал все серии и выбил 194 очка из 200 возможных. Лучшим в этой смене был австралиец П. Маккен, он потерял только два очка, но был оштрафован на одно очко за то, что не дождался команды "Огонь".
Многие надеялись, что Игорь Новиков сможет повторить свой рекорд: 200 из 200. Но не получилось. Но тем не менее результат 196 очков, выбитые Новиковым сделали его с Ф. Тереком (Венгрия) лидером соревнований.
В стрельбе лучшими были австралиец Маккен и англичанин Пфелпс, получившие по 1066 очков. За ними И.Новиков, болгарин А.Пайовский и японец Х.Кавамура — по 1044 очка. П.Леднев и А. Мокеев принесли советской команде по 1000 очков, что обеспечило ей победу в этом виде и сократило разрыв между нею и лидировавшей венгерской командой, которая по сумме трех дней шла с опережением на 1414 очков.
В личном зачёте по сумме трёх видов лидировал И. Новиков, опережая А. Бальцо на 36 очков.
- Технические результаты. Личное первенство. Стрельба.

| Место | Спортсмен                 | Результат | Очки |
| ----- | ------------------------- | --------- | ---- |
| 1.    | Р. Фелпс · Великобритания | 197       | 1066 |
| 2.    | П. Маккен · Австралия     | 197       | 1066 |
| 3.    | И. Новиков · СССР         | 196       | 1044 |
| 4.    | А. Пайровский · Болгария  | 196       | 1044 |
| 5.    | Х. Кавамура · Япония      | 196       | 1044 |
| 7.    | П. Леднев · СССР          | 194       | 1000 |
| 10.   | А. Мокеев · СССР          | 194       | 1000 |

Положение после трёх видов. Личное первенство.
| Место | Спортсмен           | Очки |
| ----- | ------------------- | ---- |
| 1.    | И. Новиков · СССР   | 3000 |
| 2.    | Ф. Терек · Венгрия  | 3000 |
| 3.    | А. Бальцо · Венгрия | 2964 |
| 7.    | А. Мокеев · СССР    | 2691 |
| 30.   | П. Леднев · СССР    | 1896 |

Положение после трёх видов. Командный зачёт.
| Место | Страна  | Очки |
| ----- | ------- | ---- |
| 1.    | Венгрия | 8997 |
| 2.    | ГДР     | 7681 |
| 3.    | ФРГ     | 7633 |
| 4.    | СССР    | 7583 |

## Плавание
В плавании не было равных А.Бальцо, показавшему 3 мин 45,2с — 1054 очка. И.Новиков имел четвёртое время − 1030 очков. Таким образом, Бальцо, оставаясь на втором месте, после плавания сократил разрыв с Новиковым до 22 очков.
Второй результат в бассейне показал П. Леднев — 1048 очков, третий И.Мона — 1042 очка.

## Бег
Перед последним видом программы — бегом, многие предсказывали победу А.Бальцо, зная его потенциальные возможности. Так и случилось. А.Бальцо, показал лучший результат 12мин 38,4с — 1294 очка, выиграв у И.Новикова 200 очков. Вторым в беге был А. Мокеев — 1237 очков, третьим—представитель ГДР М.Гроссе — 1183, четвёртым Ф.Тёрёк — 1177, далее румын Г.Томиус и голландец Кредьет — по 1159 очков.

## Итоговые результаты
По итогам пяти дней на верхней ступени пьедестала почёта оказалась венгерская команда—золотой призёр XII чемпионата мира, чьи победы ещё не раз будут восхищать мир.
Второй раз свой триумф праздновал А.Бальцо—теперь уже двукратный чемпион мира. Серебряной награды удостоен И.Новиков, бронзовой — Ф.Тёрёк. На 4-м месте М.Гроссе, на 5-м И.Мона, на 6-м А.Мокеев. Дебютант советской сборной П.Леднев занял 20-е место. Это был его первый шаг к будущим победам.
В командном зачете 2-е место заняла сборная СССР (Новиков, Мокеев, Леднев), 3-е ГДР (Гроссе, Адлер, Людеритц), 4-е ФРГ (Тодт, Фрингс, Фрауэндорфер), 5-е Польша (Пашкевич, Вах, Штржеговский), 6-е Швеция (Дилйенвал, Янссон, Якобссон).
На XIII чемпионате мира состоялся 13-й и последний старт теперь уже легендарного Игоря Новикова. Это было не только его личное событие. С его уходом из большого спорта завершилась эпоха в советском и мировом пятиборье, которая по сей день является источником его развития и совершенствования. Как один из авторитетнейших пятиборцев, он создал в Ереване школу, возглавлял с 1976 по 1992 год Федерацию современного пятиборья СССР, а с 1988 по 1992 год—Международный союз современного пятиборья и биатлона (УИПМБ).

## Результаты

### Мужчины
| Дисциплина           | Золото                                               | Серебро                                              | Бронза                                               |
| Индивидуальный зачет | Венгрия · Андраш Бальцо                              | СССР · Игорь Новиков                                 | Венгрия · Ференц Тёрёк                               |
| Командный зачёт      | Венгрия · Андраш Бальцо · Ференц Тёрёк · Иштван Моно | СССР · Игорь Новиков · Павел Леднев · Альберт Мокеев | ГДР · Манфред Гросс · Уве Адлер · Вольфганг Людеритц |

## Распределение наград
| Место         | Страна        | Золото | Серебро | Бронза | Всего |
| ------------- | ------------- | ------ | ------- | ------ | ----- |
| 1             | Венгрия       | 2      | 0       | 1      | 3     |
| 2             | СССР          | 0      | 2       | 0      | 2     |
| 3             | ГДР           | 0      | 0       | 1      | 1     |
| Всего медалей | Всего медалей | 2      | 2       | 2      | 6     |